# Aeroportul Garbaharey
Aeroportul Garbaharey (IATA: GBM) este un aeroport din Gedo⁠(d), Somalia ce deservește zona Garbahaarreey.
Situat la o altitudine de 3.220 m, aeroportul dispune de o singură pistă. Este operat de Garbahaarreey.